# Emodži

Usměvavý emodži smajlík

Emodži (angl. emoji, z jap. 絵 [e] – obrázek + 文字 [modži] – znak) je vizuální informační prvek vyskytující se převážně v hláskovém textu. Emodži jsou oblíbené zejména v elektronických zprávách nebo na webových stránkách. Emodži jsou unifikovány ve vztahu k číselnému kódu  ASCII podobně jako emotikony. Standardizace umožňuje jejich užití v běžných mobilních telefonech. Vzhledem k chybějící kvalifikaci v oboru vizuální komunikace unifikuje technická komise ASCII emodži velmi nevyrovnané komunikační kvality ve značně nekomplexních tematických souborech. Poprvé se začaly používat v Japonsku, odkud pochází i jejich název.

## Vznik
Emodži vytvořil Japonec Šigetaka Kurita, který v roce 1999 navrhl 176 grafických symbolů o rozměrech 12 × 12 pixelů pro použití v mobilní službě i-mode, japonské alternativě pro WAP. Tři hlavní japonští operátoři, NTT DoCoMo, au a SoftBank Mobile (dříve Vodafone), měly každý své vlastní definované varianty emodži. Některé emodži tak byly velmi specifické pro japonskou kulturu, např. klanící se (omlouvající se) podnikatel, tvář nosící masku, bílý květ, používaný k označení „vynikajícího domácího úkolu“, nebo skupina emodži představujících populární jídlo: nudle ramen, dango, onigiri, japonské kari a suši.
V Japonsku se emodži staly populárními a postupně se rozšířily nejprve do mobilních telefonů, a pak i do další výpočetní techniky a počítačů po celém světě. Postupně tak nahradily své předchůdce emotikony. Objevily se ve znakové sadě Windows a v roce 2010 byly standardizovány všeobecně uznávaným standardem Unicode. Ten je od té doby každoročně rozšiřován o množství nových emodži znaků.

## Jednoduché příklady
| emodži | vysvětlení                   | kód znaku Unicode |
| ------ | ---------------------------- | ----------------- |
| 🙂     | usmívající se                | 1F642             |
| 🙁     | smutný                       | 1F641             |
| 😉     | spiklenecky mrkající         | 1F609             |
| 😛     | vyplazující jazyk            | 1F61B             |
| 😐     | neutrální výraz (Poker Face) | 1F610             |
| 😮     | udivený nebo zděšený         | 1F62E             |
| 😗     | líbající                     | 1F617             |
| 🤣     | brečící smíchy               | 1F923             |